# João Carlos
João Carlos, född 15 januari 1956, är en brasiliansk tidigare fotbollsspelare och tränare.
Han blev utsedd till J.League "Manager of the Year" 1997.